# Tower (Luftfahrt)

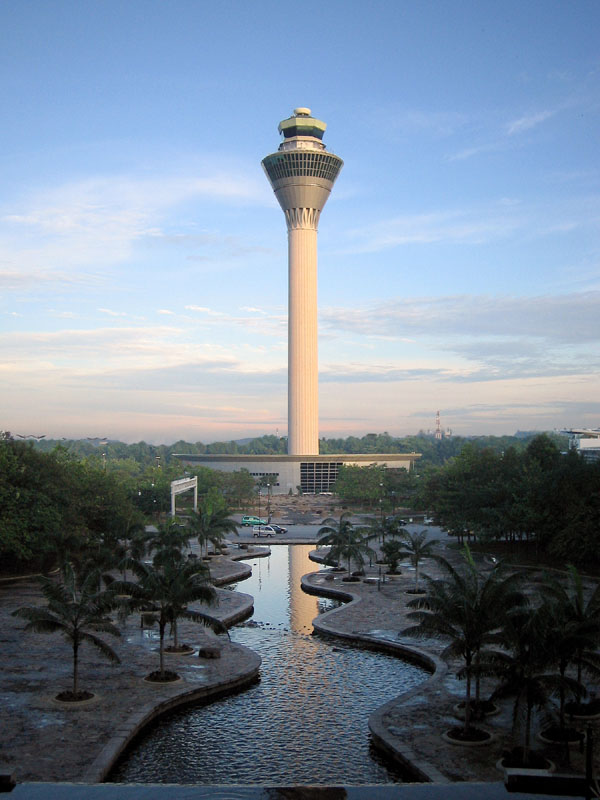
Der Tower des Flughafens Kuala Lumpur in der Morgensonne

Der Tower (engl. air traffic control tower (TWR)) bzw. Flugverkehrskontrollturm ist ein Turm auf Flugplätzen, von dem aus die Bewegung der Flugzeuge sowohl in der Luft (Start, Landung) als auch am Boden kontrolliert wird.

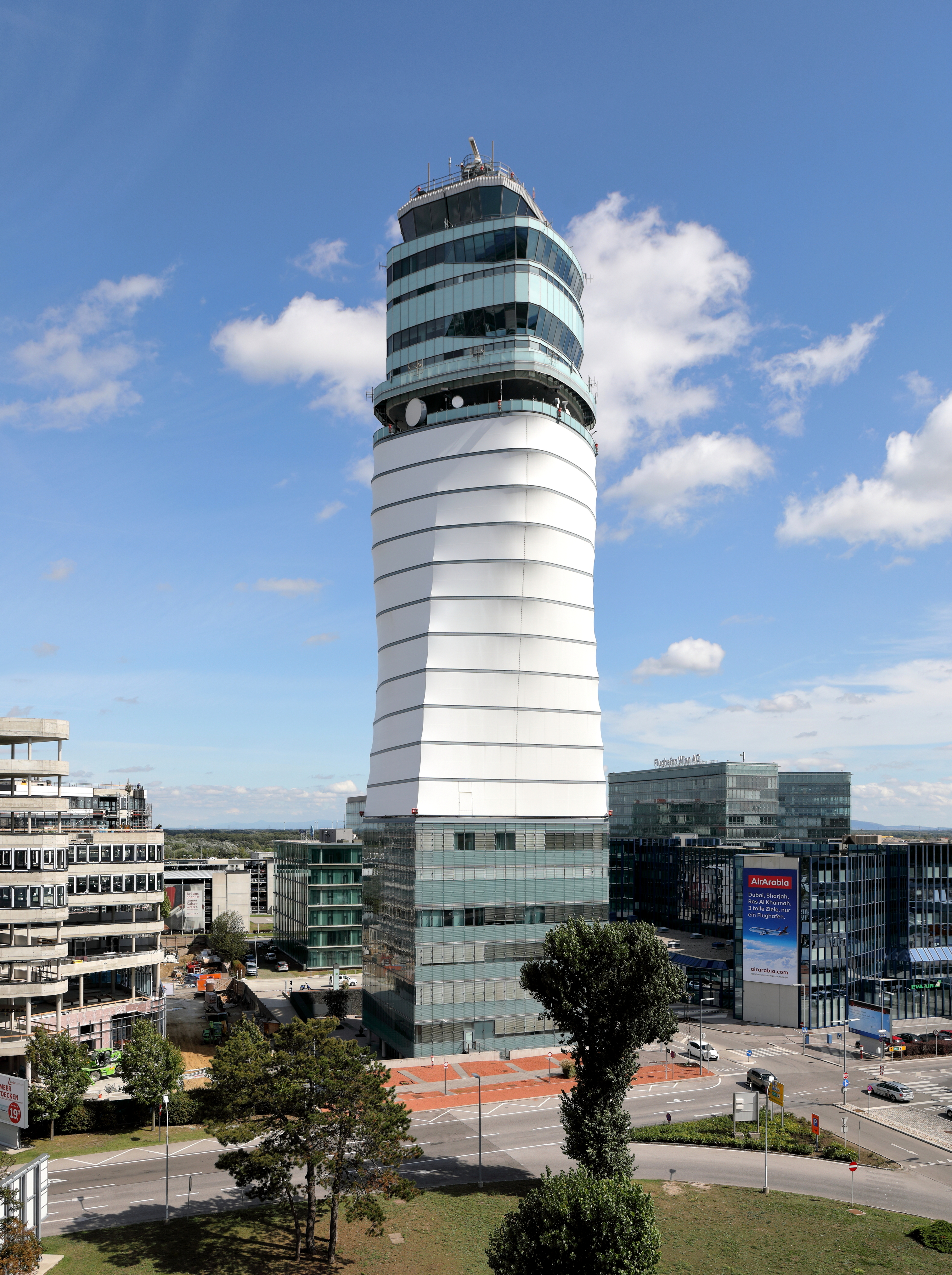
Höchster Airport-Tower Europas am Wiener Flughafen

## Aufgaben, Funktion
Der Kontrollturm dient je nach Flugplatzart zwei unterschiedlichen Funktionen: An unkontrollierten Flugplätzen beherbergt er die Flugleitung (Rufzeichen im Funk: „Radio“), die an- und abfliegende Flugzeuge hauptsächlich mit Informationen versorgt (lediglich in Ausnahmesituationen können zur Gefahrenabwehr Anweisungen erteilt werden). An kontrollierten Flugplätzen ist auf dem Kontrollturm eine Flugverkehrskontrollstelle (Rufzeichen im Funk: „Turm“ oder „Tower“) untergebracht. Diese erteilt an- und abfliegenden Maschinen Anweisungen und Freigaben zur Verkehrssteuerung. Diese sind für die Piloten grundsätzlich bindend (Ausnahme: Not- und Gefahrensituationen). Der größere Teil der Flugsicherung arbeitet jedoch an Monitoren und befindet sich nicht im Tower, sondern meistens in daneben liegenden Gebäuden oder Räumen (Anflugkontrolle, Bezirkskontrolle).
In einem Kontrollturm größerer Flugplätze findet meist folgende Aufgabenteilung Anwendung: Während Towerlotsen den Verkehr in der Luft und auf der Start- und Landebahn regeln, regeln Roll- oder Groundlotsen den Verkehr auf den Ab- und Zurollwegen zu und von der Start- und Landebahn. Oft gibt es nochmals eine spezielle Verkehrsregelung auf dem Vorfeld durch die Vorfeldlotsen der Vorfeldkontrolle. Eine spezielle Funktion nehmen Lotsen bei der sogenannten „Clearance Delivery“ ein. Sie erteilen den nach Instrumentenflugregeln abfliegenden Maschinen ihre Anlass- und Streckenfreigabe.
Die Höhe eines Towers ist abhängig von der benötigten Übersicht über das Rollfeld sowie über die an- und abfliegenden Luftfahrzeuge. Je nach Standort auf dem Flughafen wird die maximal mögliche Höhe eines Towers durch die Höhe der seitlichen Übergangsflächen als Teil der Hindernisfreiflächen um die Start- und Landebahn begrenzt.
Auf dem Tower sind gelegentlich Funkantennen aufgebaut, die eine gewisse Höhe benötigen. Außerdem befindet sich das Flugplatzleuchtfeuer in der Regel auf dem Dach des Towers.
Als Kommandozentrale mit kritischer Schlüsselfunktion ist der Zugang streng reglementiert und gelten besonders hohe Sicherheitsanforderungen, etwa beim Brandschutz und zur Unterbrechungsfreien Stromversorgung.

## Standort, Bauweise
Da Flugplätze in den ersten Jahrzehnten des Luftverkehrs relativ klein und überschaubar waren, wurden Kontrolltürme meist auf Bürogebäude der Flugplatzverwaltung aufgesetzt. Dies ist heute noch an Verkehrslandeplätzen oder Segelfluggeländen zu sehen. Auf Flughäfen stehen sie heute oft eigenständig und mitunter auch an der dem Flugverkehr abgewandten Seite des Flughafengebäudes, wodurch es die Sicht und den Rollverkehr am Vorfeld nicht stört und es vom Turm eine etwas distanziertere Sicht von der Seite auf die Bewegungen auf der Start- und Landebahn gibt.
Kontrolltürme hatten ursprünglich eine einzige Etage mit Fenstern für die Beobachtung und einen rechteckigen Grundriss. Heute dominieren Kontrolltürme mit zwei oder mehr Arbeitssebenen. Durch eine große Zahl an ebenen Glasflächen werden oft runde oder beispielsweise achteckige Grundrisse der Towerkanzel für eine gute Rundumsicht realisiert. Durch eine gegenüber dem ringförmigen Arbeitstisch am Fenstergesims nach außen auskragende Decke wird ein gewisser Sonnenschutz bei hochstehender Sonne erzielt. Wenn die Fensterflächen oben zu dieser Deckenkante hin streben, also nach oben hin nach außen geneigt sind, sehen die Lotsen nachts beim Blick auf das Geschehen in der Luft keine Reflexionen von Lichtquellen von den Arbeitstischen (Bildschirme, Tischleuchten) in den Scheiben. Die Decke darf aus diesem Grund keine Leuchten tragen.

## Höchste Towergebäude
Die drei höchsten Kontrolltürme stehen auf den Flughäfen Bangkok-Suvarnabhumi (132 m), Kuala Lumpur (130 m) und Atlanta (121 m). Der vierthöchste Kontrollturm steht auf dem Flughafen Wien – mit 109 m Höhe zugleich der höchste in Europa. Auf dem Flughafen Düsseldorf steht mit dem 87 m hohen DFS-Tower der höchste Kontrollturm Deutschlands.

Bilder
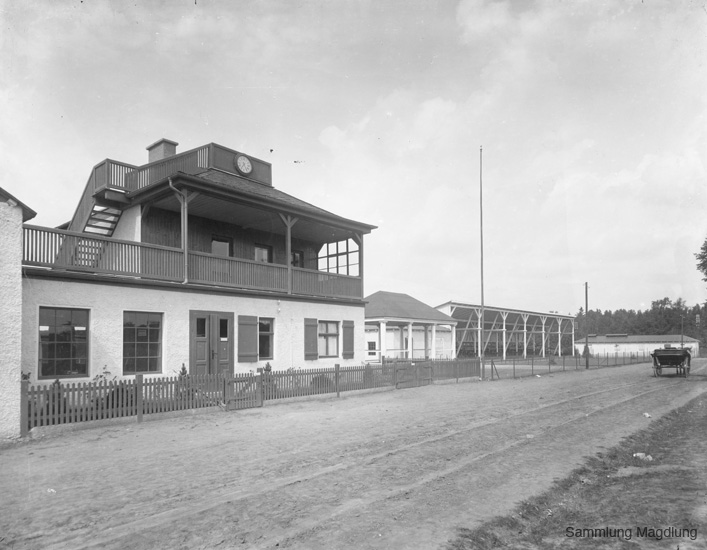
Der Tower des Flugplatzes Weimar-Lindenberg um 1915
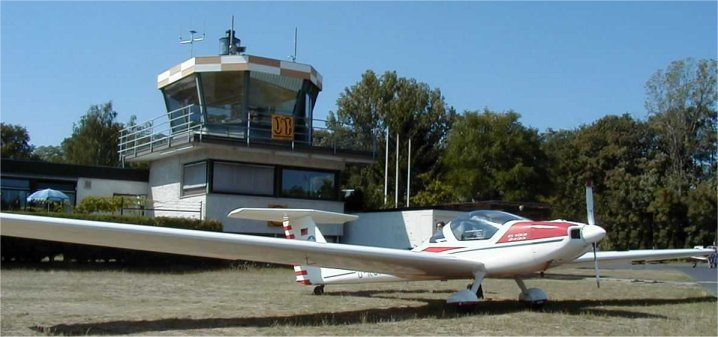
Tower auf dem Flugplatz Aschaffenburg
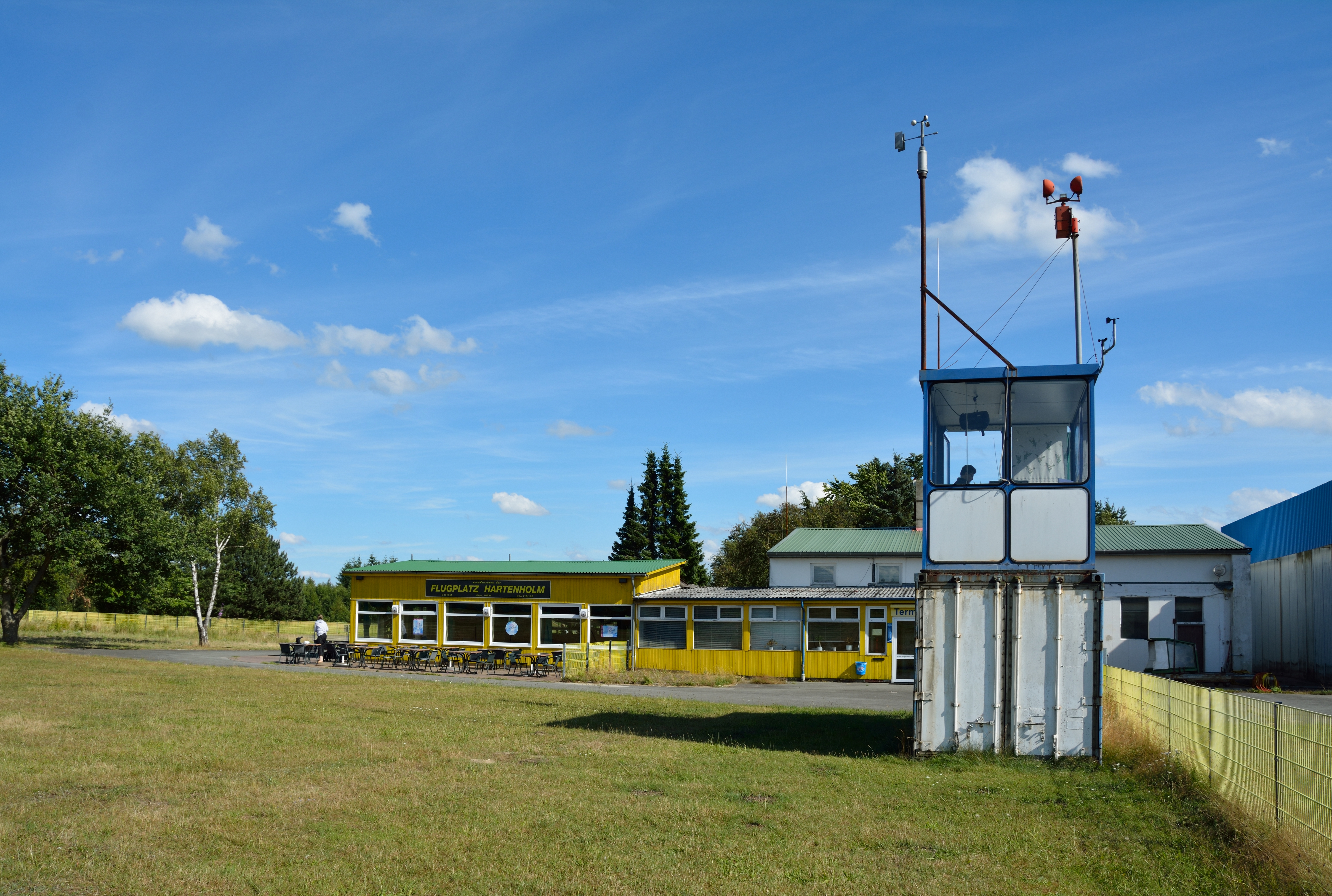
Klein-Tower auf einem Container auf dem Flugplatz Hartenholm